# رولف بيترسون
رولف بيترسون هو سباح سويدي، ولد في 26 مارس 1953 في أوبسالا في السويد، وتوفي في 8 يوليو 2015.

## وصلات خارجية
- رولف بيترسون على موقع الاتحاد الدولي للسباحة (الإنجليزية)
- رولف بيترسون على موقع أوليمبيديا (الإنجليزية)
- رولف بيترسون على موقع اللجنة الأولمبية السويدية (السويدية)